# Кайл Корвер
Кайл Елліот Корвер (англ. Kyle Elliot Korver, нар. 17 березня 1981, Парамаунт, Каліфорнія, США) — американський професіональний баскетболіст, легкий форвард і атакувальний захисник, останньою командою якого була «Мілвокі Бакс».

## Ігрова кар'єра

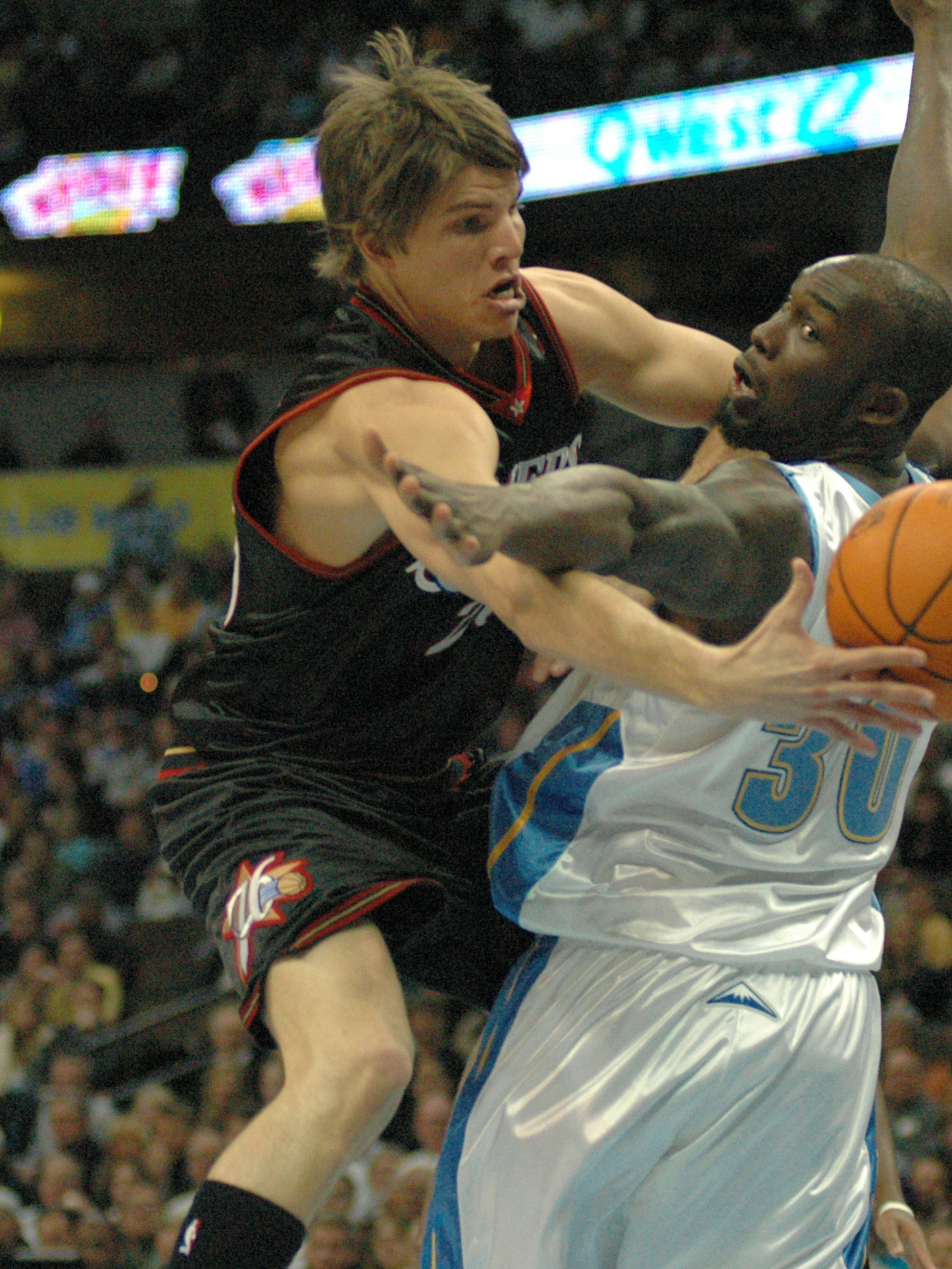
Корвер (ліворуч) у грі за «Філадельфію», січень 2007

На університетському рівні грав за команду Крейтон (1999–2003). Двічі визнавався найкращим баскетболістом конференції та одного разу був включений до другої збірної NCAA.
2003 року був обраний у другому раунді драфту НБА під загальним 51-м номером командою «Нью-Джерсі Нетс». Проте професіональну кар'єру розпочав 2003 року виступами за «Філадельфія Севенті-Сіксерс», куди одразу після драфту був обміняний. Захищав кольори команди з Філадельфії протягом наступних 4 сезонів.
24 лютого 2006 року провів на той момент найрезультативніший матч у кар'єрі, набравши 31 очко у грі з «Мілвокі Бакс». У сезоні 2006—2007 набирав в середньому рекордні для себе 14,4 очок за гру та був лідером ліги за відсотком влучань штрафних кидків (91,4%).
З 2007 по 2010 рік грав у складі «Юта Джаз», куди був обміняний на Гордана Гірічека. У сезоні 2009—2010 встановив рекорд НБА, влучаючи 53,6% дальніх кидків у сезоні. Попереднє досягнення належало Стіву Керру, коли він влучав 52,4% триочкових кидків.
2010 року перейшов до «Чикаго Буллз», у складі якої провів наступні 2 сезони своєї кар'єри. У першому своєму сезоні в складі «Чикаго» допоміг команді дійти до фіналу Східної конференції, де сильнішими виявилися «Маямі Гіт».
Наступною командою в кар'єрі гравця була «Атланта Гокс», за яку він відіграв 5 сезонів. У сезоні 2012—2013 був на другому місці у лізі за відсотком влучань триочкових кидків. Він забивав дальні кидки у 73 матчах поспіль, що стало четвертим кращим результатом в історії НБА. Довші серії мали лише Дейна Баррос (89 матчів), Майкл Адамс (79) та Денніс Скотт (78).
6 грудня 2013 року обігнав Барроса за кількістю матчів поспіль з триочковим влучанням, а 5 березня 2014 року перервав свою серію, яка налічувала 127 матчів. Того сезону він забивав 47,2% з дальної дистанції та був лідером ліги за цим показником.
15 грудня 2014 року змістив Джейсона Річардсона з 15-ї сходинки гравців, які найбільше влучили триочкових кидків у історії НБА. Через п'ять днів встановив рекорд «Атланти», забивши 49-й штрафний кидок поспіль. Взимку був запрошений для участі у Матчі всіх зірок НБА. 11 березня обійшов Кобі Браянта у списку найрезультативніших снайперів з-за дуги, опинившись на 12 місці. У плей-оф допоміг команді дійти до фіналу Східної конференції, де «Атланта» програла «Клівленду». За підсумками сезону 2014—2015 отримав Приз за спортивну поведінку НБА.
26 грудня 2015 року обійшов Рашарда Льюїса та зайняв 9-у сходинку в списку гравців, які найбільше влучили триочкових кидків.

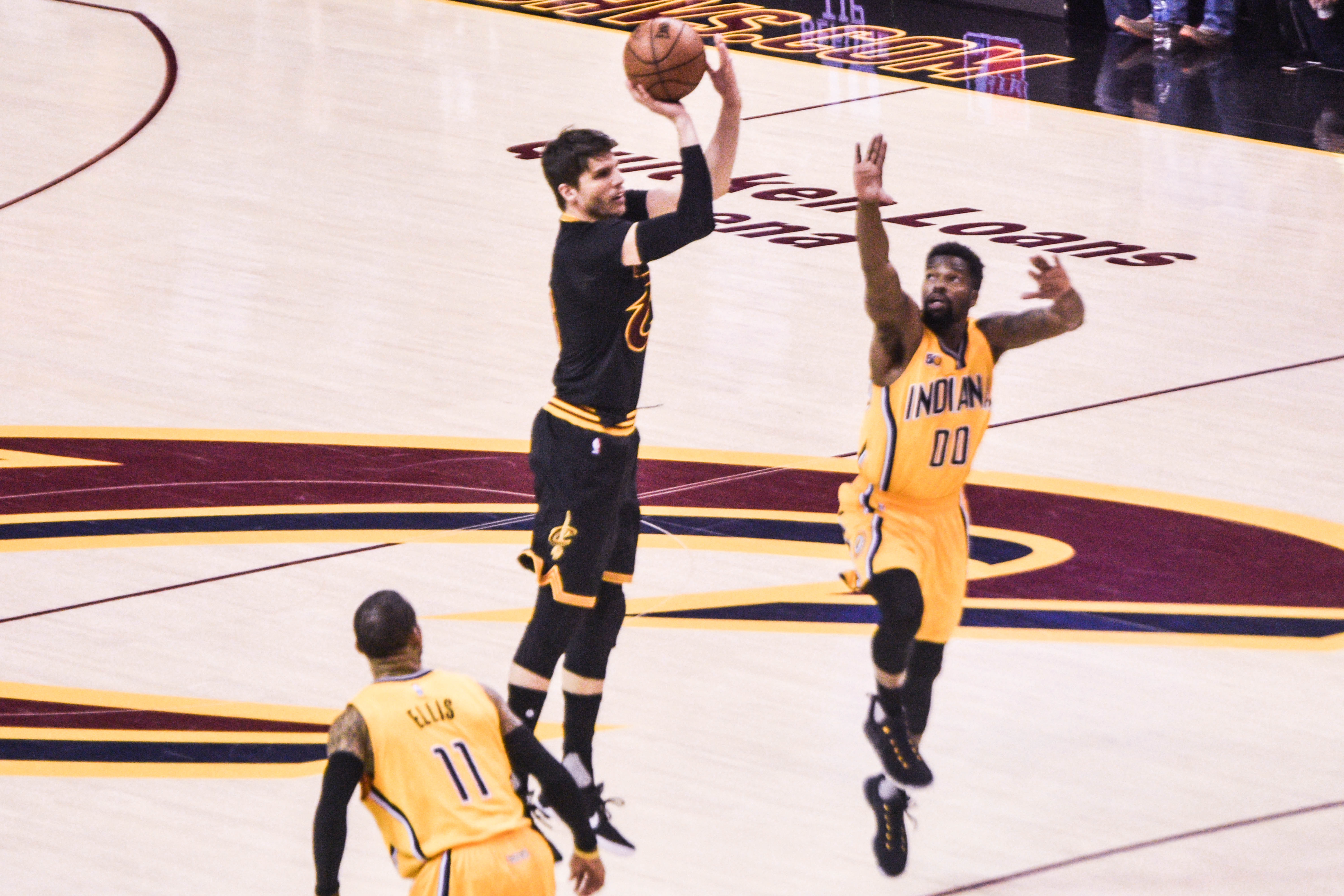
Корвер у складі «Клівленда», лютий 2017

У січні 2017 року перейшов до складу «Клівленд Кавальєрс» в обмін на Майка Данліві, Моріса Вільямса та драфт-пік першого раунду. 8 лютого 2018 року обійшов Джейсона Кідда та зайняв сьому сходинку в списку найкращих бомбардирів з-за дуги. Допоміг команді дійти до Фіналу НБА, де «Клівленд» поступився «Голден-Стейту» у серії з п'яти матчів. 8 січня 2018 року забив свій 2,147 триочковий кидок в кар'єрі та зайняв третє місце у списку гравців з найбільшої кількістю влучних триочкових кидків НБА, обігнавши Пола Пірса.
29 листопада 2018 року став гравцем «Юта Джаз», куди був обміняний на Алека Беркса та два драфт-піки другого раунду. 12 січня 2019 року обійшов Джейсона Террі (2,282) та зайняв другу сходинку у списку бомбардирів НБА з-за дуги.
6 липня 2019 року перейшов до «Мемфіс Гріззліс» як частина угоди по обміна Майка Конлі. Наступного дня «Мемфіс» обміняв його до «Фінікс Санз», після чого був відрахований з команди.
25 липня 2019 року підписав контракт з «Мілвокі Бакс».

## Статистика виступів
| *             | Лідер ліги |
| double-dagger | Рекорд НБА |

### Регулярний сезон
| Сезон              | Команда                       | GP    | GS  | MPG  | FG%  | 3P%   | FT%   | RPG | APG | SPG | BPG | PPG  |
| ------------------ | ----------------------------- | ----- | --- | ---- | ---- | ----- | ----- | --- | --- | --- | --- | ---- |
| 2003–04            | «Філадельфія Севенті-Сіксерс» | 74    | 0   | 11.9 | .352 | .391  | .792  | 1.5 | .5  | .3  | .1  | 4.5  |
| 2004–05            | «Філадельфія Севенті-Сіксерс» | 82    | 57  | 32.5 | .418 | .405  | .854  | 4.6 | 2.2 | 1.3 | .4  | 11.5 |
| 2005–06            | «Філадельфія Севенті-Сіксерс» | 82    | 43  | 31.3 | .430 | .420  | .849  | 3.3 | 2.0 | .8  | .3  | 11.5 |
| 2006–07            | «Філадельфія Севенті-Сіксерс» | 74    | 1   | 30.9 | .440 | .430  | .914* | 3.5 | 1.4 | .8  | .3  | 14.4 |
| 2007–08            | «Філадельфія Севенті-Сіксерс» | 25    | 0   | 26.3 | .396 | .352  | .912  | 2.9 | 1.3 | .8  | .2  | 10.0 |
| 2007–08            | «Юта Джаз»                    | 50    | 0   | 21.5 | .474 | .388  | .917  | 2.0 | 1.4 | .4  | .5  | 9.8  |
| 2008–09            | «Юта Джаз»                    | 78    | 2   | 24.0 | .438 | .386  | .882  | 3.3 | 1.8 | .6  | .4  | 9.0  |
| 2009–10            | «Юта Джаз»                    | 52    | 0   | 18.3 | .493 | .536  | .796  | 2.1 | 1.7 | .5  | .2  | 7.2  |
| 2010–11            | «Чикаго Буллз»                | 82    | 0   | 20.1 | .434 | .415  | .885  | 1.8 | 1.5 | .4  | .2  | 8.3  |
| 2011–12            | «Чикаго Буллз»                | 65    | 7   | 22.6 | .432 | .435  | .833  | 2.4 | 1.7 | .6  | .2  | 8.1  |
| 2012–13            | «Атланта Гокс»                | 74    | 60  | 30.5 | .461 | .457  | .859  | 4.0 | 2.0 | .9  | .5  | 10.9 |
| 2013–14            | «Атланта Гокс»                | 71    | 71  | 33.9 | .475 | .472* | .926  | 4.0 | 2.9 | 1.0 | .3  | 12.0 |
| 2014–15            | «Атланта Гокс»                | 75    | 75  | 32.2 | .487 | .492* | .898  | 4.1 | 2.6 | .7  | .6  | 12.1 |
| 2015–16            | «Атланта Гокс»                | 80    | 80  | 30.0 | .434 | .398  | .833  | 3.3 | 2.1 | .8  | .4  | 9.2  |
| 2016–17            | «Атланта Гокс»                | 32    | 21  | 27.9 | .441 | .409  | .889  | 2.8 | 2.3 | .7  | .4  | 9.5  |
| 2016–17            | «Клівленд Кавальєрс»          | 35    | 1   | 24.5 | .487 | .485* | .933  | 2.7 | 1.0 | .3  | .2  | 10.7 |
| 2017–18            | «Клівленд Кавальєрс»          | 73    | 4   | 21.6 | .459 | .436  | .889  | 2.3 | 1.2 | .4  | .4  | 9.2  |
| 2018–19            | «Клівленд Кавальєрс»          | 16    | 0   | 15.7 | .461 | .463  | .813  | 1.8 | 1.1 | .2  | .1  | 6.8  |
| 2018–19            | «Клівленд Кавальєрс»          | 16    | 0   | 15.7 | .461 | .463  | .813  | 1.8 | 1.1 | .2  | .1  | 6.8  |
| 2018–19            | «Юта Джаз»                    | 54    | 0   | 20.1 | .408 | .384  | .825  | 2.5 | 1.2 | .4  | .2  | 9.1  |
| 2019–20            | «Мілвокі Бакс»                | 58    | 1   | 16.6 | .430 | .418  | .854  | 2.1 | 1.2 | .4  | .2  | 6.7  |
| Усього за кар'єру  | Усього за кар'єру             | 1,232 | 423 | 25.3 | .442 | .429  | .877  | 3.0 | 1.7 | .7  | .3  | 9.7  |
| В іграх усіх зірок | В іграх усіх зірок            | 1     | 0   | 15.6 | .538 | .583  | .000  | 1.0 | 2.0 | .0  | .0  | 21.0 |

### Плей-оф
| Сезон             | Команда                       | GP  | GS | MPG  | FG%  | 3P%  | FT%   | RPG | APG | SPG | BPG | PPG  |
| ----------------- | ----------------------------- | --- | -- | ---- | ---- | ---- | ----- | --- | --- | --- | --- | ---- |
| 2005              | «Філадельфія Севенті-Сіксерс» | 5   | 5  | 29.4 | .286 | .292 | 1.000 | 2.6 | 1.6 | .8  | .2  | 5.0  |
| 2008              | «Юта Джаз»                    | 12  | 0  | 21.6 | .411 | .289 | .920  | 2.2 | .6  | .3  | .7  | 7.8  |
| 2009              | «Юта Джаз»                    | 5   | 2  | 27.2 | .391 | .462 | .714  | 2.2 | 2.6 | .6  | .2  | 10.6 |
| 2010              | «Юта Джаз»                    | 10  | 0  | 21.0 | .525 | .478 | .889  | 1.1 | 1.3 | .5  | .0  | 8.3  |
| 2011              | «Чикаго Буллз»                | 16  | 0  | 17.4 | .388 | .423 | 1.000 | 1.2 | 1.1 | .5  | .2  | 6.6  |
| 2012              | «Чикаго Буллз»                | 6   | 0  | 15.7 | .409 | .308 | .500  | 1.7 | 1.5 | .5  | .5  | 3.8  |
| 2013              | «Атланта Гокс»                | 6   | 2  | 29.5 | .388 | .353 | .917  | 3.3 | .7  | .3  | .7  | 10.2 |
| 2014              | «Атланта Гокс»                | 7   | 7  | 35.1 | .455 | .426 | .917  | 5.3 | .7  | .6  | .3  | 13.4 |
| 2015              | «Атланта Гокс»                | 14  | 14 | 37.6 | .391 | .355 | .813  | 5.0 | 2.4 | 1.4 | 1.1 | 11.1 |
| 2016              | «Атланта Гокс»                | 10  | 8  | 31.6 | .467 | .444 | 1.000 | 4.8 | 1.0 | .9  | .4  | 10.3 |
| 2017              | «Клівленд Кавальєрс»          | 18  | 0  | 18.1 | .425 | .391 | 1.000 | 1.7 | .7  | .4  | .3  | 5.8  |
| 2018              | «Клівленд Кавальєрс»          | 22  | 11 | 23.0 | .418 | .413 | .864  | 2.4 | .9  | .4  | .4  | 8.3  |
| 2019              | «Юта Джаз»                    | 4   | 0  | 7.5  | .375 | .333 | .667  | 1.3 | .0  | .0  | .0  | 2.5  |
| 2020              | «Мілвокі Бакс»                | 10  | 0  | 11.9 | .426 | .405 | 1.000 | .8  | .1  | .3  | .1  | 6.2  |
| Усього за кар'єру | Усього за кар'єру             | 145 | 49 | 23.2 | .417 | .391 | .895  | 2.5 | 1.0 | .6  | .4  | 8.0  |

## Особисте життя
Корвер має трьох братів — Калеба, Клейтона та Кірка. Всі вони грали в Дивізіоні I студентської баскетбольної ліги США.
Одружений з співачкою Джульєт Річардсон. Подружжя виховує трьох дітей — Кайру Еліс (2012), Нокса Елліота (2014) та Коена (2016).
Заснував свою благодійну організацію Kyle Korver Foundation, яка проводить різноманітні акції, допомагаючи нужденним.
У березні 2018 року втратив брата Кірка, який помер за нез'ясованих обставин.